# 約克莫克效應
約克莫克效應（Jokkmokk effect）是指分別出現在冰島及瑞典小鎮裡，女生在數學科成績上遠勝於男生的現象。

## 背景
经济合作发展组织（OECD）測試了41個國家中學生的數學水平，發現所有國家男生的成績都比同國女生的優勝，唯獨是冰島女生的成績卻比同國的男生平均高出15分，更加令人詑異的是，在冰島西南岸一個住著約1,480人的漁村桑德蓋爾濟，女生的成績更比男生的平均高出30分。
這個漁村男生的數學成績遠比女生為低，原因是當地的男生少年就立志出海捕魚或樵獵為生，他們只視學校為短暫的停留點。但相反，女生則希望到城市工作，努力讀書是她們的出路。學校教師企圖將男生的成績提高至女生的水平，但男生的成績反而倒退。
這個現象，不單只出現在桑德蓋爾濟，瑞典北部的一個小鎮約克莫克亦出現相同的情況。約克莫克的女生似乎比男生更為聰明。專家研究過男生及女生相關的腦部能力、基因池、胼胝體、家庭動態，甚至學校的教學方法，發現當地與瑞典其他的城市沒有多大分別。女生與男生在成績上的差異，是由於當地男生傳統上從事捕魚及樵獵，而女生則希望取得好成績，到南部的城市工作。這個現象，教育學者稱之為「約克莫克效應」（Jokkmokk effect）。

## 外部連結
- The Jokkmokk Effect[永久]